# 中華民國農業部
農業部是中華民國有關農業事務的最高主管機關，前身為1948年由中華民國政府及美國聯邦政府共同成立的「中國農村復興聯合委員會」、1984年成立的「行政院農業委員會」、以及精省前之「臺灣省政府農林廳」，2023年8月1日改制為部。主管全國的農、林、漁、牧及糧食行政事務，並對於地方政府執行農業相關事務有指示、監督之責；以及管理農業相關的泛公營事業。

## 歷史
農業部的起源，最早可追溯至國民革命軍北伐後國民政府先後設置的農礦部、農林部。嗣後因國共內戰爆發，行政院於民國38年（1949年）進行內閣部門改組，農林部遭到縮編、被併入新置之經濟部，後隨中央政府各部門遷往臺灣。
- 1913年北洋政府將實業部分為工商、「農林部」。隔年又合併為「農商部」。
- 1925年國民政府於廣州成立實業部。
- 1928年北伐統一後，改名為「農礦部」，隸屬行政院。1928年2月28日，農礦部設立，以易培基為部長[2]。
- 1930年，農礦部與工商部合併為實業部，隸行政院。
- 1937年抗戰爆發後，實業部改名為經濟部，下設農林司。
- 1940年，經濟部農林司升格為農林部。抗戰期間，國民政府為調配軍糧民食，4月另外成立糧食部。
- 1945年第二次國共內戰爆發後，農林部改為經濟部農林署。
- 在晏陽初的大力遊說下，1948年10月1日，中華民國政府與美國政府依據所簽《中美經濟合作協定》，在南京市成立「中國農村復興聯合委員會」（簡稱農復會，英文名稱為）[3]。
- 1949年中華民國政府遷臺後，經濟部農林署改組為經濟部農業司，隨後再易名為經濟部農林司。
- 1979年1月1日，美國與中華民國斷交，《中美經濟合作協定》依約自動失效。3月15日，農復會結束。3月16日，農復會改組成立「行政院農業發展委員會」（簡稱農發會）。
- 1981年1月，經濟部農林司升格為經濟部農業局。
- 1984年7月20日，行政院決定，為集中中央農政事權，將行政院農業發展委員會與經濟部農業局合併改組。
- 1984年9月20日，行政院農業發展委員會與經濟部農業局合併成立「行政院農業委員會」（簡稱農委會）。
- 1998年8月1日，行政院農業委員會漁業處升格為農委會所屬機關「行政院農業委員會漁業署」。
- 1999年7月1日臺灣省虛級化，臺灣省政府農林廳及糧食處裁併為農委會中部辦公室及第二辦公室（2004年整併為農糧署），原所屬機關改隸為農委會附屬機關。
- 2004年1月30日，行政院農業委員會林業處裁撤，原森林科及保育科業務由林務局承接、原水土保持科業務由水保局承接、原水利科由新成立的農田水利處承接。
- 2010年2月3日，總統令修正公布《行政院組織法》，農委會確定將升格為「農業部」[4]。
- 2013年～2021年《農業部組織法草案》三度[何时？]送立法院審查，但因朝野無共識無法完成立法。
- 2020年10月1日，全國17個農田水利會依《農田水利法》納入公務機關，由農田水利處整併升格為農田水利署。
- 2023年5月16日，立法院三讀通過《農業部組織法草案》[5]。5月31日制定公布《農業部組織法》[6]。
- 2023年8月1日，改制升格為「農業部」[7]。

## 組織

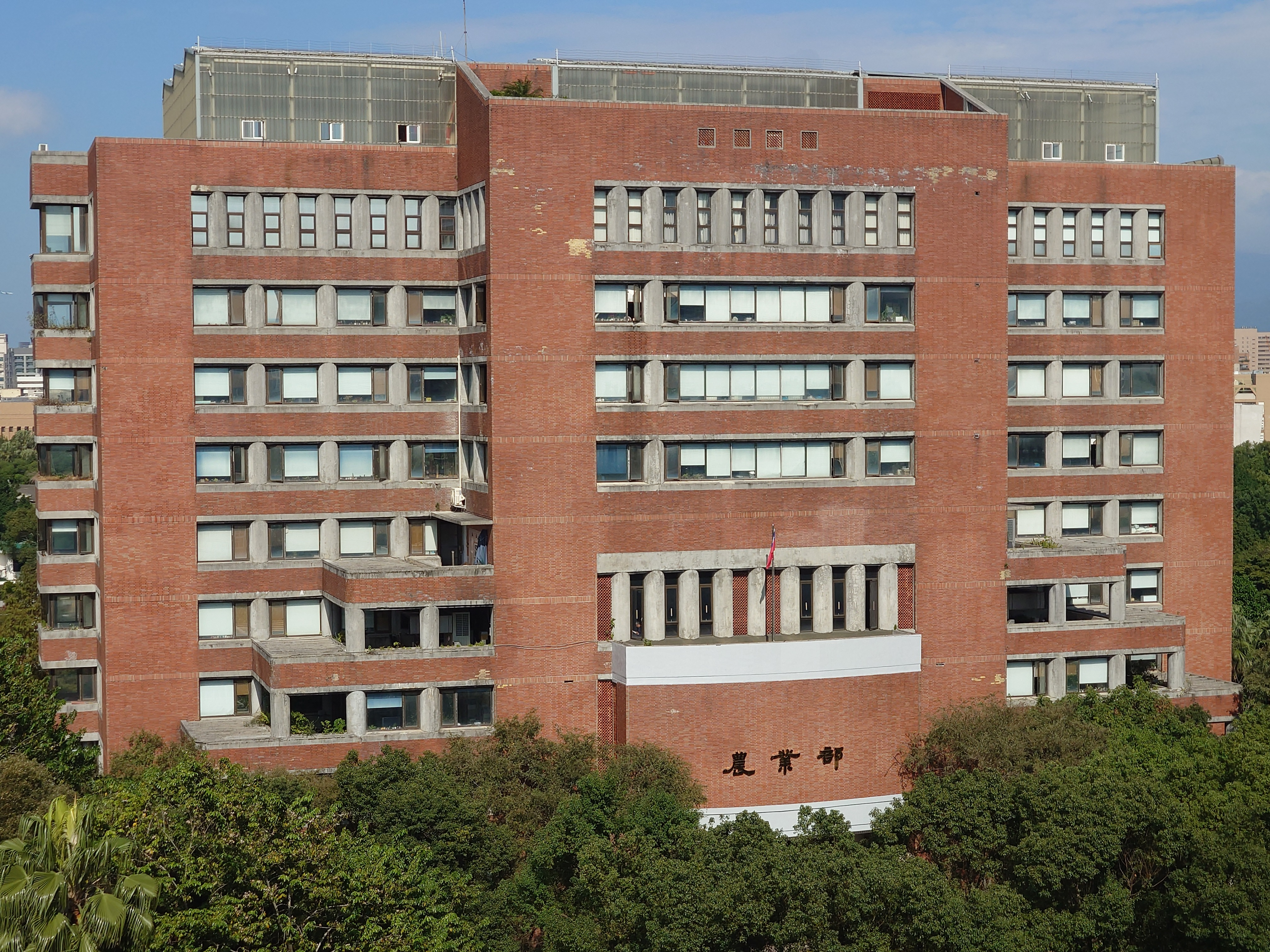
農業部大廈

農業部計有直屬機關24個，直屬機關之所屬機關31個，總計55個機關。

### 部本部
- 部長（特任政務職文官）
  - 政務次長（2名，比照簡任第十四職等）
  - 常務次長（1名，簡任第十四職等）
    - 主任秘書（1名，簡任第十二職等）
    - 技監（5名，簡任第十二職等）
    - 參事（5名，簡任第十二職等）
    - 司長（8名，簡任第十二職等）
    - 處長（2名，簡任第十二職等）
    - 副司長（8名，簡任第十一職等）
    - 副處長（2名，簡任第十一職等）
    - 高級分析師（1名，簡任第十職等至第十一職等）
    - 專門委員（10名，簡任第十職等至第十一職等）
      - 科長（35名，薦任第九職等）
      - 技正（94名，薦任第八職等至第九職等）（內44人得列簡任第十職等至第十一職等，內6人出缺後改置技士）
      - 秘書（9名，薦任第八職等至第九職等）（內3人得列簡任第十職等至第十一職等）
      - 分析師（4名，薦任第七職等至第九職等）
      - 專員（25名，薦任第七職等至第九職等）
      - 設計師（4名，薦任第六職等至第八職等）
      - 技士（60名，委任第五職等或薦任第六職等至第七職等）（內6人俟技正出缺後改置）
      - 科員（40名，委任第五職等或薦任第六職等至第七職等）
        - 技佐（8名，委任第四職等至第五職等）（內4人得列薦任第六職等）
        - 助理員（10名，委任第四職等至第五職等）（內5人得列薦任第六職等）
        - 書記（4名，委任第一職等至第三職等）

#### 人事處
- 處長（1名，簡任第十二職等）
  - 副處長（1名，簡任第十一職等）
  - 專門委員（1名，簡任第十職等至第十一職等）
    - 科長（3名，薦任第九職等）
    - 秘書（2名，薦任第八職等至第九職等）
    - 專員（4名，薦任第七職等至第九職等）
    - 科員（9名，委任第五職等或薦任第六職等至第七職等）

#### 政風處
- 處長（1名，簡任第十二職等）
  - 副處長（1名，簡任第十一職等）
    - 科長（1名，薦任第九職等）
    - 專員（3名，薦任第七職等至第九職等）
    - 科員（2名，委任第五職等或薦任第六職等至第七職等）

#### 會計處
- 處長（1名，簡任第十二職等）
  - 副處長（1名，簡任第十一職等）
  - 專門委員（1名，簡任第十職等至第十一職等）
    - 科長（4名，薦任第九職等）
    - 稽核（3名，薦任第八職等至第九職等）
    - 專員（5名，薦任第七職等至第九職等）
    - 科員（10名，委任第五職等或薦任第六職等至第七職等）
      - 佐理員（2人，委任第四職等至第五職等）（內1人得列薦任第六職等）

#### 統計處
- 處長（1名，簡任第十二職等）
  - 副處長（1名，簡任第十一職等）
    - 科長（2名，薦任第九職等）
    - 專員（4名，薦任第七職等至第九職等）
    - 科員（4名，委任第五職等或薦任第六職等至第七職等）
      - 佐理員（2人，委任第四職等至第五職等）（內1人得列薦任第六職等）

| - 綜合規劃司 - 資源永續利用司 - 農民輔導司 - 畜牧司 - 動物保護司 - 農業科技司 - 國際事務司 - 資訊司 - 秘書處 - 人事處 - 政風處 - 會計處 - 統計處 - 法制處 三級機關（構） - 農糧署 - 漁業署 - 動植物防疫檢疫署 - 林業及自然保育署 - 農村發展及水土保持署 - 農田水利署 - 農業金融署 - 農業科技園區管理中心 - 農業試驗所 - 林業試驗所 - 水產試驗所 - 畜產試驗所 - 獸醫研究所 - 農業藥物試驗所 - 生物多樣性研究所 直屬四級機關（構） - 茶及飲料作物改良場 - 種苗改良繁殖場 - 桃園區農業改良場 - 苗栗區農業改良場 - 臺中區農業改良場 - 臺南區農業改良場 - 高雄區農業改良場 - 花蓮區農業改良場 - 臺東區農業改良場 | - 台灣肥料公司 - 農業科技研究院 - 全國農業金庫 - 農業保險基金 - 農業信用保證基金 - 財團法人中央畜產會 - 財團法人台灣雜糧發展基金會 |

## 歷任首長

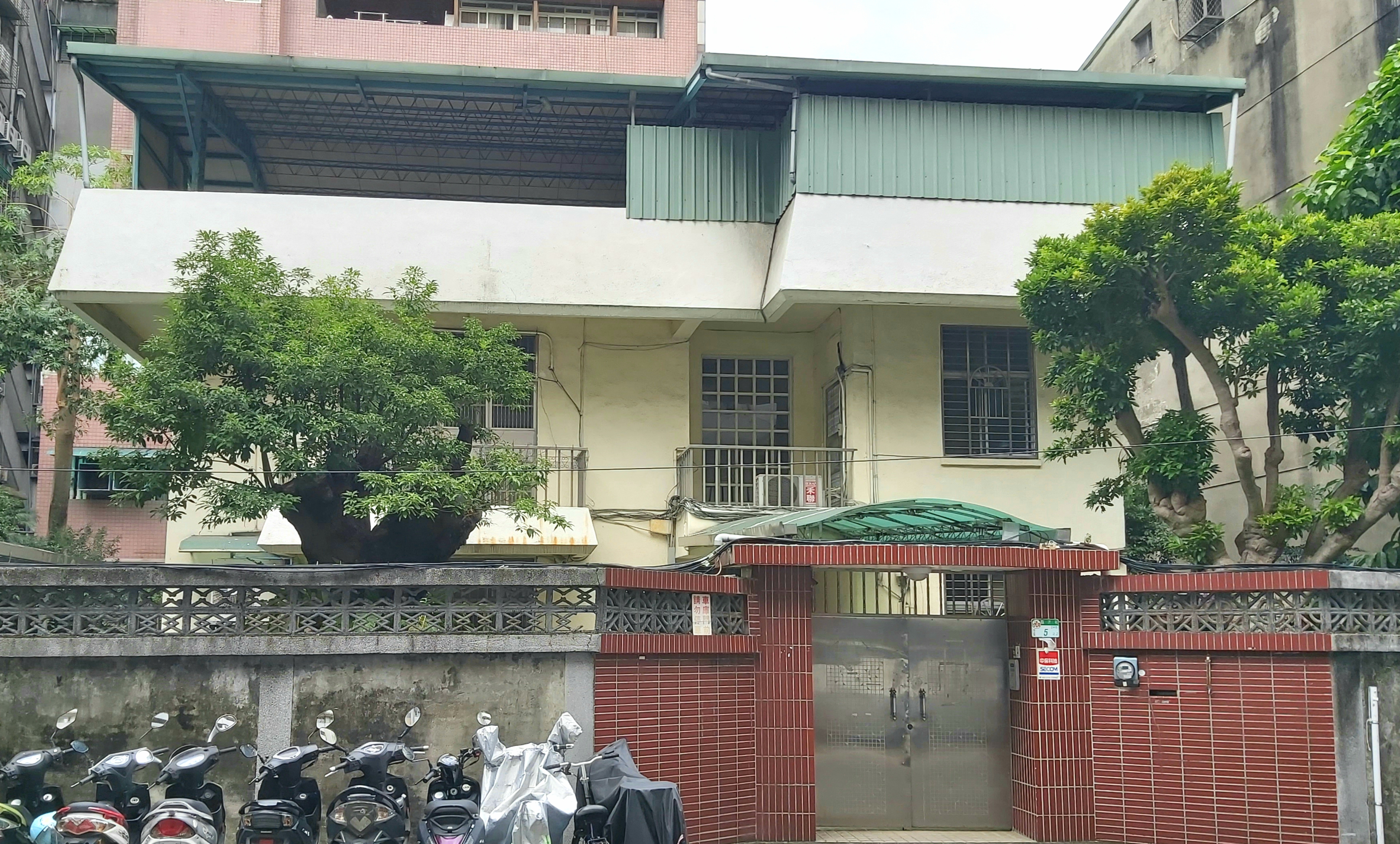
行政院農業委員會與農業部時期的首長官舍，位於臺北市中正區。

| 任別                            | 姓名        | 政黨        | 就職時間       | 卸任時間       |             |             |             |             |             |             |             |
| 农林部 部长                     | 农林部 部长 | 农林部 部长 | 农林部 部长    | 农林部 部长    | 农林部 部长 | 农林部 部长 | 农林部 部长 | 农林部 部长 | 农林部 部长 | 农林部 部长 | 农林部 部长 |
| ------------------------------- | ----------- | ----------- | -------------- | -------------- | ----------- | ----------- | ----------- | ----------- | ----------- | ----------- | ----------- |
| 1                               | 陳濟棠      | 中國國民黨  | 1940年3月15日  | 1941年12月27日 |             |             |             |             |             |             |             |
| 2                               | 沈鸿烈      | 中國國民黨  | 1941年12月27日 | 1944年8月29日  |             |             |             |             |             |             |             |
| 3                               | 盛世才      | 中國國民黨  | 1944年8月29日  | 1945年7月30日  |             |             |             |             |             |             |             |
| 4                               | 谷正纲      | 中國國民黨  | 1945年7月30日  | 1945年8月13日  |             |             |             |             |             |             |             |
| 5                               | 周詒春      | 中國國民黨  | 1945年8月13日  | 1947年4月23日  |             |             |             |             |             |             |             |
| 6                               | 左舜生      | 中國青年黨  | 1947年4月23日  | 1949年         |             |             |             |             |             |             |             |
| 中國農村復興聯合委員會 主任委員 |             |             |                |                |             |             |             |             |             |             |             |
| 1                               | 蔣夢麟      | 中國國民黨  | 1948年10月     | 1964年6月      |             |             |             |             |             |             |             |
| 2                               | 沈宗瀚      | 中國國民黨  | 1964年8月      | 1973年5月      |             |             |             |             |             |             |             |
| 3                               | 李崇道      | 無黨籍      | 1973年5月      | 1979年3月      |             |             |             |             |             |             |             |
| 行政院農業發展委員會 主任委員   |             |             |                |                |             |             |             |             |             |             |             |
| 1                               | 李崇道      | 無黨籍      | 1979年3月      | 1981年8月      |             |             |             |             |             |             |             |
| 2                               | 張憲秋      |             | 1981年8月      | 1984年6月      |             |             |             |             |             |             |             |
| 3                               | 王友釗      |             | 1984年6月      | 1984年9月      |             |             |             |             |             |             |             |
| 行政院農業委員會 主任委員       |             |             |                |                |             |             |             |             |             |             |             |
| 1                               | 王友釗      |             | 1984年9月      | 1988年7月      |             |             |             |             |             |             |             |
| 2                               | 余玉賢      | 中國國民黨  | 1988年7月      | 1992年11月     |             |             |             |             |             |             |             |
| 3                               | 孫明賢      | 中國國民黨  | 1992年11月     | 1996年6月      |             |             |             |             |             |             |             |
| 4                               | 邱茂英      | 中國國民黨  | 1996年6月      | 1997年5月      |             |             |             |             |             |             |             |
| 5                               | 彭作奎      | 無黨籍      | 1997年5月      | 1999年12月     |             |             |             |             |             |             |             |
| 代理                            | 林享能      | 中國國民黨  | 1999年12月     | 2000年5月19日  |             |             |             |             |             |             |             |
| 6                               | 陳希煌      | 無黨籍      | 2000年5月20日  | 2002年1月31日  |             |             |             |             |             |             |             |
| 7                               | 范振宗      | 民主進步黨  | 2002年2月1日   | 2002年11月30日 |             |             |             |             |             |             |             |
| 8                               | 李金龍      | 民主進步黨  | 2002年12月1日  | 2006年1月24日  |             |             |             |             |             |             |             |
| 9                               | 蘇嘉全      | 民主進步黨  | 2006年1月25日  | 2008年5月20日  |             |             |             |             |             |             |             |
| 10                              | 陳武雄      | 中國國民黨  | 2008年5月20日  | 2012年2月5日   |             |             |             |             |             |             |             |
| 11                              | 陳保基      | 中國國民黨  | 2012年2月6日   | 2016年1月31日  |             |             |             |             |             |             |             |
| 12                              | 陳志清      | 中國國民黨  | 2016年2月1日   | 2016年5月20日  |             |             |             |             |             |             |             |
| 13                              | 曹啟鴻      | 民主進步黨  | 2016年5月20日  | 2017年2月7日   |             |             |             |             |             |             |             |
| 14                              | 林聰賢      | 民主進步黨  | 2017年2月8日   | 2018年12月3日  |             |             |             |             |             |             |             |
| 代理                            | 陳吉仲      | 無黨籍      | 2018年12月3日  | 2019年1月13日  |             |             |             |             |             |             |             |
| 15                              | 陳吉仲      | 無黨籍      | 2019年1月14日  | 2023年7月31日  |             |             |             |             |             |             |             |
| 農業部 部長                     |             |             |                |                |             |             |             |             |             |             |             |
| 1                               | 陳吉仲      | 無黨籍      | 2023年8月1日   | 2023年9月20日  |             |             |             |             |             |             |             |
| 代理                            | 陳駿季      | 無黨籍      | 2023年9月21日  | 2024年5月19日  |             |             |             |             |             |             |             |
| 2                               | 陳駿季      | 無黨籍      | 2024年5月20日  | 現任           |             |             |             |             |             |             |             |

## 外部連結
- 官方网站（繁體中文）（英文）
- 產銷履歷的Facebook專頁
- 農業易遊網FunClub的Facebook專頁
- 農人新樂園的Facebook專頁
- 農田水利 Follow me的Facebook專頁
- YouTube上的農業虛擬博物館頻道
- 農村再生基金計畫管理系統